# Endasys angularis
Endasys angularis är en stekelart som beskrevs av Luhman 1990. Endasys angularis ingår i släktet Endasys och familjen brokparasitsteklar. Inga underarter finns listade i Catalogue of Life.